# Emplocia fleximargo
Emplocia fleximargo är en fjärilsart som beskrevs av Paul Dognin 1903. Emplocia fleximargo ingår i släktet Emplocia och familjen mätare. Inga underarter finns listade i Catalogue of Life.